# ライブ・イン・モントリオール
『ライヴ・イン・モントリオール』（原題：Live In Montreal）は、ジャコ・パストリアスのライブ映像作品。リーダー・バンドの公式映像としては唯一のものとされている。
ウェザー・リポート離脱後に結成したジャコ・パストリアス・バンドによる1982年のモントリオール国際ジャズフェスティバル出演時のライブ演奏を収録している。いわゆるワード・オブ・マウス・セクステットでの小編成によるライブだが、ワード・オブ・マウス・ビッグ・バンドとは違った面が発見でき、メンバーそれぞれがフィーチャーされるシーンが多く、個々のミュージシャンがジャコの音楽を楽しんでいる感じのライブとなっている。
1982年当初はレーザーディスクで、またVHSで発売されていたが、2000年にDVDとして再発売され、2006年にはDTSサラウンド・サウンドが収録されたDVDも発売されている。

## 収録曲
| #  | タイトル                                        | 作詞 | 作曲                 |
| -- | ----------------------------------------------- | ---- | -------------------- |
| 1. | 「チキン - "Chicken"」                          |      | ピー・ウィー・エリス |
| 2. | 「ドナ・リー - "Donna Lee"」                    |      | チャーリー・パーカー |
| 3. | 「ベース・ソロ - "Bass Solo"」                  |      |                      |
| 4. | 「ミスター・フォン・ボーン - "Mr. Phone Bone"」 |      |                      |
| 5. | 「ファニー・メイ - "Fannie Mae"」               |      | バスター・ブラウン   |

## 出演メンバー
- ジャコ・パストリアス (Jaco Pastorius) - エレクトリックベース
- ピーター・アースキン (Peter Erskine) - ドラム
- ドン・アライアス (Don Alias) - パーカッション
- ランディ・ブレッカー (Randy Brecker) - トランペット
- ボブ・ミンツァー (Bobby Mintzer) - テナー&ソプラノ・サクソフォーン、バスクラリネット
- オセロ・モリノー (Othello Molineaux) - スティール・ドラム

## フォーマット
映像フォーマット
カラー、MPEG-2 / NTSC、片面一層
サウンド・フォーマット
Linear PCM、Stereo
Dolby Digital 5.1、Surround (2006年版DVDに収録)
DTS 5.1、Surround (2006年版DVDに収録)